# Orden alfabético

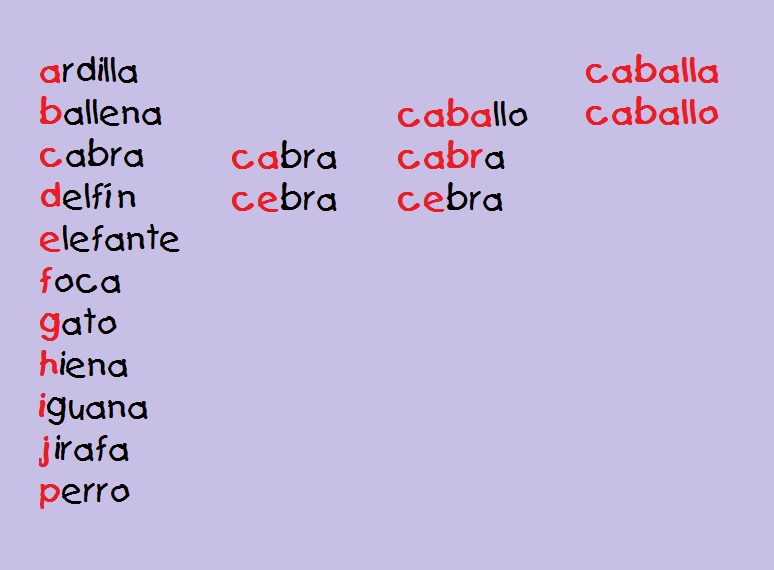
Secuencia de observación de letras para ordenar alfabéticamente

El orden alfabético es la secuencia que se establece en una lista de cadenas de caracteres alfabéticos (por ejemplo palabras), en función de un orden convencional para un abecedario o alfabeto dado. El concepto es generalmente aplicable a sistemas de escritura no alfabéticos, tales como los silabarios del japonés, que también tienen un orden tradicional, usado en diccionarios y documentos similares.
Una generalización del orden alfabético es el orden lexicográfico, que afecta no solo a caracteres alfabéticos sino también a cualquier tipo de carácter que pueda aparecer en una secuencia escrita, incluyendo números, signos de puntuación, o signos de otros sistemas de escritura.

## Orden alfabético en español

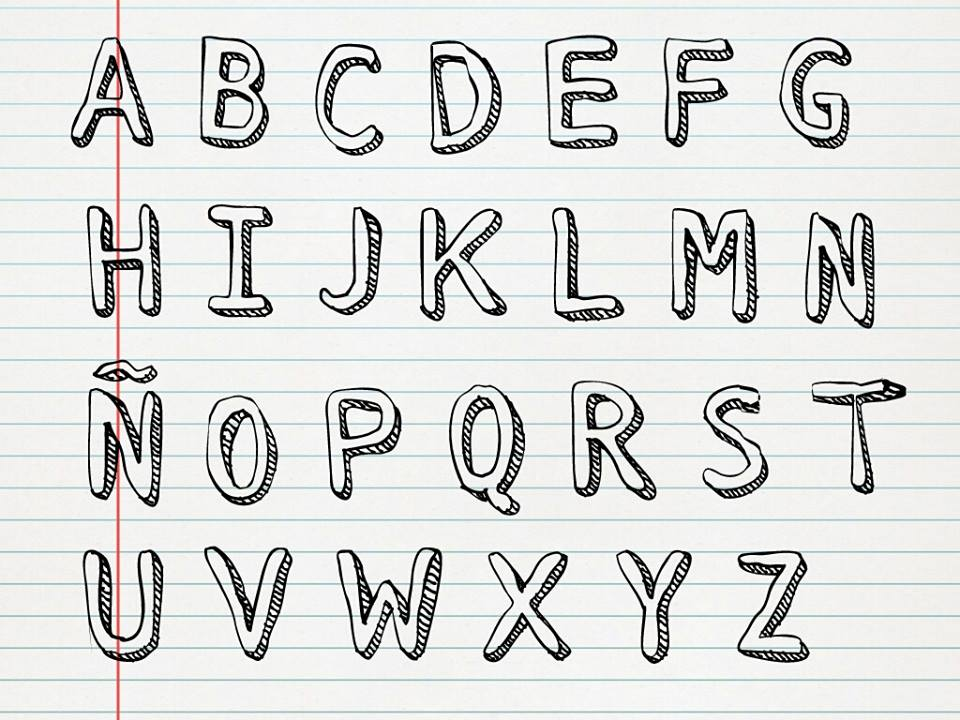
Las 27 letras del alfabeto o abecedario del idioma español

El alfabeto de la lengua española es una variante del alfabeto latino y está formado por veintisiete letras, con el siguiente orden alfabético: a, b, c, d, e, f, g, h, i, j, k, l, m, n, ñ, o, p, q, r, s, t, u, v, w, x, y, z. La presencia de letras con acentos (á é í ó ú) o con diéresis (ü) no afecta al orden, ni tampoco la diferencia entre mayúscula y minúscula; sin embargo en un ordenamiento de tipo lexicográfico, como el que usan las computadoras, sí que tienen orden diferente.
Algunas de las letras del alfabeto del español pueden combinarse en dígrafos: ch, ll, rr, qu y gu. Antiguamente los dígrafos ch y ll se consideraban letras a efectos del orden alfabético, y aparecían después de la c y de la l respectivamente en el orden convencional. Actualmente estos dígrafos se ordenan como cualquier otra secuencia de 2 letras.

### Procedimiento de ordenación

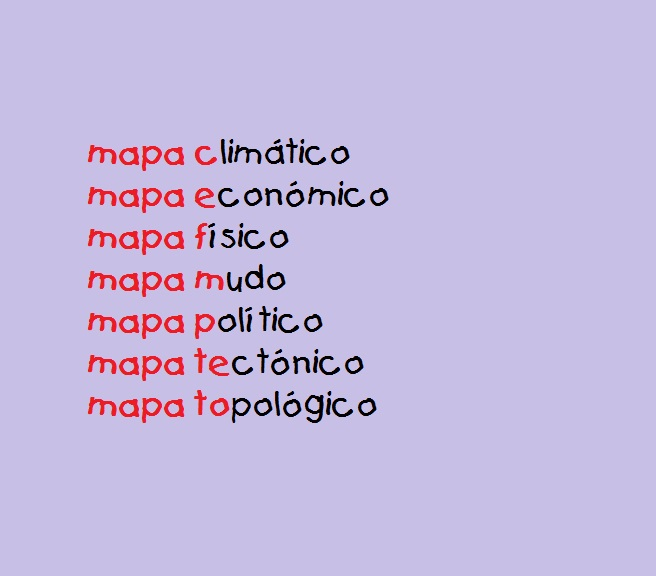
Secuencia de orden alfabético para frases

El procedimiento de ordenación es bastante sencillo y consta de un mismo paso repetido recursivamente, ya que únicamente ha de tomarse en cuenta el orden de las letras en el abecedario.
1. Se observa la primera letra de la palabra.
2. En caso de que la primera letra sea la misma en varias palabras, se considera entonces la segunda letra y se determina entonces su ubicación, también de acuerdo al alfabeto.
3. En caso de que más de dos letras tuvieran el mismo orden en diversas palabras, se tomará la que está posteriormente, y así sucesivamente.
4. Cuando se trate de una frase y la primera palabra sea la misma en el grupo comparado, se determinará su orden considerando la segunda palabra.